# بولنت
بولنت (ترکی استانبولی: Bülent) نام کوچک و نام خانوادگی رایج در ترکیه است. این نام از واژهٔ فارسی بلند گرفته شده است.

## افراد
- بولنت اجزاجی‌باشی
- بولنت اجویت
- بولنت ارسوی
- بولنت اکن
- بولنت اورتاچگیل
- بولنت ایگون
- بولنت چتیناسلان
- بولنت کایاباش
- بیولوت کورکماز